# آرمیاک
آرمیاک (به فرانسوی: Armillac) یک کمون در فرانسه است که در canton of Lauzun واقع شده‌است. آرمیاک ۷٫۷۷ کیلومتر مربع مساحت دارد ۱۱۰ متر بالاتر از سطح دریا واقع شده‌است.